# Sbohem, a díky za ryby
Sbohem, a díky za ryby, také Sbohem a díky za všechny ryby je čtvrtá kniha z „trilogie v pěti dílech“ Stopařův průvodce Galaxií, napsané Douglasem Adamsem. Kniha byla vydaná v roce 1984, v českém překladu Jany Hollanové poprvé v roce 1995.
Název tohoto dílu je částí popěvku, který zpívali delfíni, než odlétli z planety Země před jejím zničením kvůli stavbě intergalaktické dálnice.
Tuto větu někteří fanoušci sci-fi používají jako humorný způsob loučení v dopisech. Proslavená poslední Boží zpráva: „Omlouváme se za vzniklé potíže“, si dokonce našla svou cestu do odborné literatury.
Delfíní píseň (stejného jména) byla také uvedena v roce 2005 ve filmové adaptaci Stopařův průvodce po galaxii.

## Děj
Během bezcílného putování napříč Galaxií se Arthur Dent ocitá zpět v rodné Anglii na planetě Zemi, ačkoliv ta by měla být již několik let zničená kvůli stavbě nové galaktické dálnice. Domů se Arthur sveze autem s jistým Russell a jeho spící sestrou Fenchurch (přezdívanou „Fenny“). Russell Arthurovi vysvětlí, že byla traumatizována událostí před několika měsíci, kdy celý svět podlehl masové halucinaci o žlutých vesmírných lodích (Vogonská demoličná plavidla), z planety zároveň nevysvětlitelně zmizeli všichni delfíni. Fenchurch Arthura téměř okamžitě zaujme, má pocit, že je nějak propojená s ním a osudem Země, musí však vystoupit dřív, než se dozví více.
U sebe doma nachází Arthur skleněnou misku s nápisem „Sbohem, a díky za ryby“, kterou použije jako akvárium pro svou Babylonskou rybku. S pomocí počítače od firmy Apple Arthur vyhledá jeskyni, kterou obýval během svého krátkého pobytu v Pravěku, ke svému překvapení zjišťuje, že na daném místě se nyní nachází Fenchurchin dům. S Fenchurch se postupně začínají sbližovat, dívka Arthurovi prozradí, že krátce před objevením vogonských lidí měla zjevení, jehož detaily si však nepamatuje, a že od toho okamžiku začaly její nohy levitovat těsně nad zemí. Arthur Fenchurch naučí létat, načež se pomilují na křídlech prolétávajícího letadla.
Oba společně se vydávají do Kalifornie navštívit profesora Johna Watsona, který si změnil jméno na Wonko Příčetný a tvrdí, že zná pravdu o zmizení delfínů. Wonko dvojici ukáže svou vlastní misku, totožnou s tou, jakou našel Arthur, a poradí jim, aby se do ní pokusili zaposlouchat. Z misky začne vycházet popěvek, který oběma prozradí, že delfíni, ve skutečnosti mnohem chytřejší tvorové než lidé, věděli předem o zániku Země a přesunuli se proto do alternativní reality, ještě předtím však vytvořili novou planetu Zemi a přesunuli na ní všechno z té předchozí jako výraz vděku lidem. Fenchurch je však nespokojená a má pocit, že ještě stále nenašla to, co ztratila, Arthur se jí proto rozhodne dovést na planetu, kde se nachází poslední Boží poselství (o kterém se dozvěděl v závěru minulé knihy).
Ford Prefect mezitím zjišťuje, že z neznámého důvodu se zápis o planetě Zemi v Stopařově průvodce po Galaxii změnil do své původní, nezredukované podoby (tato část zápletky hraje významnou roli v následující knize „Převážně neškodná“) a vydává se proto ve vesmírné lodi na místo, kde Země původně stála. Po chaotickém přistání v Londýně se Ford setká s Arthurem a Fenchurch, načež se společně vydávají až na vzdálenou pouštní planetu skrývající Boží poselství. Na této planetě se setkávají se starým přítelem, věčně depresivním robotem Marvinem, který je kvůli častému cestování v čase přibližně 37x starší než vesmír samotný a nachází se na pokraji smrti. S Marvinovou pomocí dokážou přečíst poselství, které zní „Omlouváme se za vzniklé potíže“. Marvin po jeho přečtení prohlásí, že se cítí šťastný (nejspíš poprvé za celý život), a umírá v Arthurově náručí.